# San Vicente Coyotepec
San Vicente Coyotepec es una localidad del estado mexicano de Puebla. Es la cabecera del municipio de Coyotepec.

## Toponimia
El nombre «San Vicente» hace referencia al santo patrono de la localidad: Vicente Ferrer. El nombre «Coyotepec» proviene de los términos en náhuatl coyotl, coyote; tepetl, cerro; c, locativo. Su significado es «en el cerro del coyote».

## Demografía
| Gráfica de evolución demográfica |
|                                  |

| Censo | Población |
| ----- | --------- |
| 1900  | 1 674     |
| 1910  | 1 606     |
| 1921  | 1 524     |
| 1930  | 1 617     |
| 1940  | 1 674     |
| 1950  | 1 524     |
| 1960  | 1 747     |
| 1970  | 1 760     |
| 1980  | 1 587     |
| 1990  | 1 357     |
| 1995  | 1 287     |
| 2000  | 1 435     |
| 2005  | 1 240     |
| 2010  | 1 296     |
| 2020  | 1 277     |